# Wandilo
Wandilo är en ort i Australien. Den ligger i regionen Grant och delstaten South Australia, omkring 360 kilometer sydost om delstatshuvudstaden Adelaide. Antalet invånare är 298.
Närmaste större samhälle är Mount Gambier, omkring 12 kilometer sydost om Wandilo. 
I omgivningarna runt Wandilo växer i huvudsak städsegrön lövskog. Runt Wandilo är det mycket glesbefolkat, med 5 invånare per kvadratkilometer. Genomsnittlig årsnederbörd är 896 millimeter. Den regnigaste månaden är juni, med i genomsnitt 151 mm nederbörd, och den torraste är februari, med 15 mm nederbörd.